# Tribonien
 (février 2020).
Si vous disposez d'ouvrages ou d'articles de référence ou si vous connaissez des sites web de qualité traitant du thème abordé ici, merci de compléter l'article en donnant les références utiles à sa vérifiabilité et en les liant à la section « Notes et références ».
Tribonien (mort en 542) est un juriste byzantin dont le rôle dans la constitution du Corpus iuris civilis a été fondamental.

## Biographie
Il est né à la fin du Ve siècle à Sidé en Pamphylie ; Jean le Lydien indique qu'il était de grande culture. Il étudia probablement le droit à l'école de Beyrouth, et sa culture s'étendait à d'autres domaines que le droit (histoire de la République romaine, de l'Empire romain) ; ses contemporains relèvent cependant qu'il était affublé de deux défauts majeurs : sa flagornerie excessive et son avarice sordide. Ces deux travers ne lui furent cependant jamais reprochés par Justinien, qui préféra s'attacher à ses qualités. 
Tribonien commença sa carrière dans les bureaux de Constantinople et parvient en septembre 529 à la charge de questeur du palais sacré (quæstor sacri palatii). Il fut aussi maître des offices, on ne sait trop quand. Malgré une brève éclipse en 532-534 (après la Sédition Nikè), il conserva sa charge jusqu'à la fin de sa vie. Il mourut en 542, peut-être de la peste qui frappa Constantinople cette année-là.

## La « commission Tribonien »
Convaincu de la nécessité de réformer le droit, Justinien nomma, le 15 février 528, une commission de dix juristes, comprenant notamment un professeur de droit de l'université de Constantinople, du nom de Théophile. 
Cette commission eut pour instruction de publier les constitutions impériales édictées depuis Hadrien et réunies dans les codes grégorien, hermogénien et théodosien, ainsi que d'y relever et d'en supprimer toutes les dispositions contradictoires. Élaboré en 14 mois, ce nouveau code fut promulgué le 7 avril 529 sous le nom de Code de Justinien et ses dispositions remplacèrent, auprès des tribunaux, celles des codes antérieurs. 
Ce code fut cependant remplacé, le 16 novembre 534, par un second Codex, préparé par une autre commission, plus restreinte et elle aussi présidée par Tribonien, qui entra en vigueur le 29 décembre suivant et qui devint le Codex juris civilis « officiel ».

## Hommages
La Société de législation comparée a donné le nom de Tribonien à sa revue critique de législation et de jurisprudence.